# Parafia św. Wacława w Grabnie
Parafia św. Wacława w Grabnie – parafia rzymskokatolicka, znajdująca się w archidiecezji łódzkiej, w dekanacie widawskim. 
Według stanu na miesiąc luty 2017 liczba wiernych w parafii wynosiła 2100 osób.

## Proboszczowie
- ks. Franciszek Królikowski (1917–1926)
- ks. Tadeusz Urbański (1926–1928)
- ks. Cezary Goczałkowski (1928–1930)
- ks. Gustaw Witkowski (1930–1932)
- ks. Ignacy Pawłowski (1933–1940)
- ks. Franciszek Solarczyk (1945)
- ks. Jan Polak (1946)
- ks. Jerzy Ryszelewski (1947–1950)
- ks. Kazimierz Domosud (1950–1960)
- ks. Antoni Bilski (1960–1965)
- ks. Kazimierz Domosud (1965–1980)
- ks. Edward Wlazło (1980–1987)
- ks. Tadeusz Nosal (1987–2003)
- ks. Jan Bieda (2003–2007)
- ks. Ryszard Ciesonik (2007-2009)
- ks. Wiesław Kalupa (2009–2017)
- ks. Grzegorz Świech (2017– nadal)